# بايباي
بايباي (بالإنجليزية: Baybay)‏ هي مدينة في الفلبين، تتبع مقاطعة ليتة، بلغ عدد سكانها 102٬841  نسمة، في 1 مايو 2010، تبلغ مساحتها 459٫30 كيلومتر مربع، رمزها البريدي هو 6521.

## الموقع
تشترك في الحدود مع:
- Albuera, Leyte [الإنجليزية]‏
- MacArthur, Leyte [الإنجليزية]‏
- La Paz, Leyte [الإنجليزية]‏
- Javier, Leyte [الإنجليزية]‏
- Mahaplag [الإنجليزية]‏.